# Saison 1959-1960 de l'AS Saint-Étienne
Chronologie
Saison précédente Saison suivante
Cette page présente la saison 1959-1960 de l'AS Saint-Étienne. Le club évolue en Division 1 et en Coupe de France.

## Résumé de la saison
- Le club termine 12e au championnat cette saison. Par contre, le club a bien figuré en Coupe de France où il se retrouve en finale contre Monaco. Avec malheureusement une finale perdue 4 buts à 2.
- Départ surprise de Jean Snella à l’intersaison qui est en désaccord avec l’avenir du club. Pierre Faurant tombe malade, ce qui provoque le retour de Pierre Guichard aux affaires une nouvelle fois.

## Équipe professionnelle

### Transferts
Sont considérés comme arrivées, des joueurs n’ayant pas joué avec l’équipe 1 la saison précédente.
| Nom              | Nationalité | Poste     | Transfert      | Provenance/Destination | Division      |
| ---------------- | ----------- | --------- | -------------- | ---------------------- | ------------- |
| Arrivées         |             |           |                |                        |               |
| René Donoyan     |             | Gardien   | -              | -                      | Formé au club |
| Nello Sbaïz      |             | Défenseur | -              | -                      | Formé au club |
| Manuel Balboa    |             | Milieu    | -              | -                      | Formé au club |
| Jean Masson      |             | Attaquant | -              | -                      | Formé au club |
| Jacques Veggia   |             | Attaquant | -              | -                      | Formé au club |
| Ginès Liron      |             | Attaquant | Transfert      | US Valenciennes-Anzin  | Division 1    |
| Léon Glovacki    |             | Attaquant | Transfert      | AS Monaco FC           | Division 1    |
| Départs          |             |           |                |                        |               |
| Michel Tylinski  |             | Défenseur | Arrêt Carrière | -                      | -             |
| Pierre Sbaïz     |             | Défenseur | -              | -                      | -             |
| Henri Braizat    |             | Attaquant | Transfert      | RCFC Besançon          | Division 2    |
| Eugène N'Jo Léa  |             | Attaquant | Transfert      | Olympique lyonnais     | Division 1    |
| Ferenc Nyers     |             | Attaquant | -              | -                      | -             |
| Christian Garcia |             | Attaquant | -              | -                      | -             |

### Championnat

#### Matchs allers
| Date       | N o | Adversaire            | Lieu | Résultat | Buteurs pour Saint-Étienne                                   | Points | Classement |
| ---------- | --- | --------------------- | ---- | -------- | ------------------------------------------------------------ | ------ | ---------- |
| 16/08/1959 | J01 | Le Havre AC           | Ext. | 0 – 0    | -                                                            | 1      | 13         |
| 23/08/1959 | J02 | UA Sedan-Torcy        | Dom. | 3 – 3    | Goujon 19e 48e, Liron 41e                                    | 2      | 12         |
| 29/08/1959 | J03 | FC Sochaux            | Ext. | 2 - 0    | -                                                            | 2      | 15         |
| 06/09/1959 | J04 | Nîmes                 | Ext. | 2 - 0    | -                                                            | 2      | 16         |
| 13/09/1959 | J05 | Bordeaux              | Dom. | 4 - 2    | Liron 39e, Cristobal 44e, Goujon 71e, Mitoraj 85e            | 4      | 14         |
| 17/09/1959 | J06 | Toulouse FC           | Dom. | 3 – 3    | Liron 5e, Oleksiak 13e, Mitoraj 31e                          | 5      | 13         |
| 20/09/1959 | J07 | Monaco                | Ext. | 1 – 1    | Peyroche 21e                                                 | 6      | 13         |
| 27/09/1959 | J08 | Angers SCO            | Dom. | 1 – 1    | Liron 65e                                                    | 7      | 12         |
| 01/10/1959 | J09 | OGC Nice              | Ext. | 2 - 0    | -                                                            | 7      | 14         |
| 04/10/1959 | J10 | RC Strasbourg         | Dom. | 7 - 3    | Mitoraj 2e, Liron 3e 21e 67e, Cristobal 13e 65e, Ferrier 51e | 9      | 11         |
| 21/10/1959 | J11 | RC Paris              | Ext. | 4 - 0    | -                                                            | 9      | 11         |
| 18/10/1959 | J12 | Olympique lyonnais    | Dom. | 2 - 1    | Ferrier 3e, Liron 60e                                        | 11     | 11         |
| 25/10/1959 | J13 | RC Lens               | Ext. | 0 – 0    | -                                                            | 12     | 12         |
| 29/10/1959 | J14 | SC Toulon             | Ext. | 0 - 1    | Liron 16e                                                    | 14     | 11         |
| 01/11/1959 | J15 | Stade de Reims        | Dom. | 2 - 5    | Mitoraj 69e, Peyroche 89e                                    | 14     | 11         |
| 08/11/1959 | J16 | Limoges FC            | Ext. | 2 - 1    | Damaï 28e                                                    | 14     | 12         |
| 15/11/1959 | J17 | Stade rennais UC      | Dom. | 2 - 1    | Mitoraj 59e, Domingo 75e (pen.)                              | 16     | 11         |
| 22/11/1959 | J18 | Stade français FC     | Ext. | 3 - 2    | Liron 52e (pen.), Herbin 79e                                 | 16     | 12         |
| 29/11/1959 | J19 | US Valenciennes-Anzin | Dom. | 3 - 1    | Liron 21e, Ferrier 42e, Oleksiak 71e                         | 18     | 10         |

#### Matchs retours
| Date       | N o | Adversaire            | Lieu | Résultat | Buteurs pour Saint-Étienne                                         | Points | Classement |
| ---------- | --- | --------------------- | ---- | -------- | ------------------------------------------------------------------ | ------ | ---------- |
| 06/12/1959 | J20 | Le Havre AC           | Dom. | 3 - 1    | Liron 10e 86e, Herbin 59e                                          | 20     | 10         |
| 20/12/1959 | J21 | RC Strasbourg         | Ext. | 3 - 0    | -                                                                  | 20     | 10         |
| 27/12/1959 | J22 | RC Lens               | Dom. | 6 - 0    | Ferrier 9e 55e, Coinçon 35e, Oleksiak 52e, Liron 75e, Glovacki 84e | 22     | 10         |
| 03/01/1960 | J23 | Toulouse FC           | Ext. | 2 - 1    | Glovacki 44e                                                       | 22     | 11         |
| 10/01/1960 | J24 | Stade rennais UC      | Ext. | 0 – 0    | -                                                                  | 23     | 10         |
| 17/01/1960 | J25 | Stade français FC     | Dom. | 1 – 1    | Domingo 65e                                                        | 24     | 11         |
| 31/01/1960 | J26 | Limoges FC            | Dom. | 2 - 0    | Glovacki 44e, Liron 59e                                            | 26     | 11         |
| 07/02/1960 | J27 | UA Sedan-Torcy        | Ext. | 3- 1     | Liron 36e                                                          | 26     | 11         |
| 21/02/1960 | J28 | Nîmes                 | Ext. | 2 – 2    | Peyroche 29e, Mitoraj 49e                                          | 27     | 11         |
| 28/02/1960 | J29 | Bordeaux              | Ext. | 0 – 0    | -                                                                  | 28     | 11         |
| 13/03/1960 | J30 | RC Paris              | Dom. | 3 - 4    | Olesiak 76e 89e, Glovacki 82e                                      | 28     | 11         |
| 20/03/1960 | J31 | Angers SCO            | Ext. | 3 – 3    | Liron 5e 59e 83e                                                   | 29     | 11         |
| 13/04/1960 | J32 | FC Sochaux            | Dom. | 0 - 3    | -                                                                  | 29     | 12         |
| 10/04/1960 | J33 | Olympique lyonnais    | Ext. | 0 – 0    | -                                                                  | 30     | 12         |
| 17/04/1960 | J34 | Monaco                | Dom. | 1 - 0    | Liron 76e                                                          | 32     | 11         |
| 01/05/1960 | J35 | OGC Nice              | Dom. | 4 - 1    | Balboa 5e, Oleksiak 20e, Peyroche 86e 88e                          | 34     | 11         |
| 07/05/1960 | J36 | Stade de Reims        | Ext. | 3 - 0    | -                                                                  | 34     | 11         |
| 22/05/1960 | J37 | SC Toulon             | Dom. | 3 - 1    | Liron 2e 17e, Peyroche 85e                                         | 36     | 11         |
| 29/05/1960 | J38 | US Valenciennes-Anzin | Ext. | 2 - 0    | -                                                                  | 36     | 12         |

#### Classement final
En cas d'égalité entre deux clubs, le premier critère de départage est la moyenne de buts.
| Rang | Équipe                     | Pts | J  | G  | N  | P  | Bp  | Bc  | GA    |
| ---- | -------------------------- | --- | -- | -- | -- | -- | --- | --- | ----- |
| 1    | Stade de Reims             | 60  | 38 | 26 | 8  | 4  | 109 | 46  | 2,37  |
| 2    | Nîmes Olympique            | 53  | 38 | 22 | 9  | 7  | 78  | 43  | 1,814 |
| 3    | RC Paris                   | 49  | 38 | 19 | 11 | 8  | 118 | 56  | 2,107 |
| 4    | AS Monaco FC C             | 45  | 38 | 19 | 7  | 12 | 70  | 45  | 1,556 |
| 5    | Toulouse FC                | 44  | 38 | 19 | 6  | 13 | 74  | 61  | 1,213 |
| 6    | RC Lens                    | 44  | 38 | 18 | 8  | 12 | 55  | 57  | 0,965 |
| 7    | Le Havre AC P              | 42  | 38 | 15 | 12 | 11 | 63  | 68  | 0,926 |
| 8    | US Valenciennes-Anzin      | 40  | 38 | 16 | 8  | 14 | 65  | 60  | 1,083 |
| 9    | OGC Nice T                 | 40  | 38 | 17 | 6  | 15 | 71  | 74  | 0,959 |
| 10   | Limoges FC                 | 38  | 38 | 14 | 10 | 14 | 46  | 46  | 1     |
| 11   | UA Sedan-Torcy             | 37  | 38 | 12 | 13 | 13 | 62  | 62  | 1     |
| 12   | AS Saint-Étienne           | 36  | 38 | 12 | 12 | 14 | 62  | 65  | 0,954 |
| 13   | Angers SCO                 | 36  | 38 | 13 | 10 | 15 | 60  | 67  | 0,896 |
| 14   | Stade français FC P        | 34  | 38 | 14 | 6  | 18 | 59  | 70  | 0,843 |
| 15   | Stade rennais UC           | 33  | 38 | 13 | 7  | 18 | 47  | 59  | 0,797 |
| 16   | Olympique lyonnais         | 31  | 38 | 10 | 11 | 17 | 41  | 52  | 0,788 |
| 17   | FC Sochaux                 | 27  | 38 | 8  | 11 | 19 | 40  | 67  | 0,597 |
| 18   | RC Strasbourg              | 25  | 38 | 9  | 7  | 22 | 55  | 92  | 0,598 |
| 19   | SC Toulon P                | 25  | 38 | 9  | 7  | 22 | 50  | 85  | 0,588 |
| 20   | FC Girondins de Bordeaux P | 21  | 38 | 7  | 7  | 24 | 52  | 102 | 0,51  |

Victoire à 2 points
Qualification européenne
- 1er : qualifié pour la Coupe des clubs champions européens

Relégation
- 17e, 18e, 19e et 20e : relégation en Division 2

Abréviations
T : Tenant du titre

C : Vainqueur de la Coupe de France 1959-60

P : Promus de Division 2
- Les quatre premiers du classement de D2 obtiennent la montée en D1, à savoir le FC Grenoble, le FC Nancy, le FC Rouen et l'AS Troyes-Savinienne.

### Coupe de France

#### Tableau récapitulatif des matchs
| Date       | N o              | Adversaire             | Lieu                           | Résultat | Buteurs pour Saint-Étienne                                  | Suite                           |
| ---------- | ---------------- | ---------------------- | ------------------------------ | -------- | ----------------------------------------------------------- | ------------------------------- |
| 24/01/1960 | 32èmes de finale | Montauban              | Parc Lescure,Bordeaux          | 9 - 0    | Liron 6e 20e 25e 46e 48e 67e , Coinçon 57e, Ferrier 77e , - | Qualifiés pour le prochain tour |
| 14/02/1960 | 16èmes de finale | Olympique de Marseille | Stade du Ray,Nice              | 3 - 2 ap | Mitoraj 15e, Peyroche 98e, Tylinski 119e                    | Qualifiés pour le prochain tour |
| 06/03/1960 | 8èmes de finale  | Stade rennais UC       | Stade de la Pépinière,Rennes   | 1 - 2    | Peyroche 13e 33e                                            | Qualifiés pour le prochain tour |
| 03/04/1960 | Quarts de finale | Lille OSC              | Stade Malakoff,Nantes          | 3 - 1    | Oleksiak 6e, Peyroche 14e, Liron 82e                        | Qualifiés pour les demi-finales |
| 24/04/1960 | Demi-finales     | Le Havre AC            | Stade Vélodrome,Marseille      | 3 - 2    | Peyroche 12e, Coinçon 22e, Oleksiak 34e                     | Qualifiés pour la finale        |
| 15/05/1960 | Finale           | Monaco                 | Stade Yves-du-Manoir, Colombes | 2- 4 ap  | Liron 43e, Domingo 86e                                      | -                               |

### Statistiques

#### Buteurs
| Place | Nom              | Division 1 | Coupe de France | TOTAL des BUTS |
| 1     | Ginès Liron      | 22 buts    | 8 buts          | 30 buts        |
| 2     | Georges Peyroche | 6 buts     | 5 buts          | 11 buts        |
| 3     | Jean Oleksiak    | 6 buts     | 2 buts          | 8 buts         |
| 4     | Roland Mitoraj   | 6 buts     | 1 but           | 7 buts         |
| 5     | René Ferrier     | 5 buts     | 1 but           | 6 buts         |
| 6     | Léon Glovacki    | 4 buts     | -               | 4 buts         |
| 7     | Michel Cristobal | 3 buts     | -               | 3 buts         |
| 7     | Yvon Goujon      | 3 buts     | -               | 3 buts         |
| 7     | Gérard Coinçon   | 1 but      | 2 buts          | 3 buts         |
| 7     | René Domingo     | 2 buts     | 1 but           | 3 buts         |
| 11    | Robert Herbin    | 2 buts     | -               | 2 buts         |
| 12    | Joseph Damai     | 1 but      | -               | 1 but          |
| 12    | Manuel Balboa    | 1 but      | -               | 1 but          |
| 12    | Richard Tylinski | -          | 1 but           | 1 but          |
| #     | contre son camp  | -          | 1 but           | 1 but          |
| Total | 14 buteurs       | 62 buts    | 22 buts         | 84 buts        |

Date de mise à jour : le 19 novembre 2014.

#### Affluences
Affluence de l'AS Saint-Étienne à domicile

### Équipe de France
2  stéphanois auront les honneurs de l’Equipe de France cette saison : René Ferrier  avec  6 sélections et la première de Georges Peyroche
| Joueurs          | Position | Date       | Lieu      | Adversaire | Type rencontre     | Score | Temps de jeu | Buts |
| René Ferrier     | Milieu   | 11.11.1959 | Colombes  | Portugal   | Amical             | 5 - 3 | 90           | -    |
| René Ferrier     | Milieu   | 13.12.1959 | Colombes  | Autriche   | Eliminatoires Euro | 5 - 2 | 90           | -    |
| René Ferrier     | Milieu   | 17.12.1959 | Paris     | Espagne    | Amical             | 4 - 3 | 90           | -    |
| René Ferrier     | Milieu   | 28.02.1960 | Bruxelles | Belgique   | Amical             | 1 - 0 | 90           | -    |
| René Ferrier     | Milieu   | 16.03.1960 | Paris     | Chili      | Amical             | 6 - 0 | 90           | -    |
| René Ferrier     | Milieu   | 27.03.1960 | Vienne    | Autriche   | Amical             | 2 - 4 | 90           | -    |
| Georges Peyroche | Milieu   | 16.03.1960 | Paris     | Chili      | Amical             | 6 - 0 | 90           | -    |

3  stéphanois auront les honneurs de l’Equipe de France Espoirs cette saison : Robert Herbin, Georges Peyroche et Yvon Goujon
| Joueurs          | Position  | Date       | Lieu       | Adversaire | Type rencontre | Score | Temps de jeu | Buts |
| Robert Herbin    | Milieu    | 11.11.1959 | Sunderland | Angleterre | Amical         | 2 - 0 | 90           | -    |
| Georges Peyroche | Milieu    | 11.11.1959 | Sunderland | Angleterre | Amical         | 2 - 0 | 90           | -    |
| Yvon Goujon      | Attaquant | 11.11.1959 | Sunderland | Angleterre | Amical         | 2 - 0 | 90           | -    |
| Robert Herbin    | Milieu    | 04.05.1960 | Bordeaux   | Espagne    | Amical         | 1 - 0 | 90           | -    |
| Yvon Goujon      | Attaquant | 04.05.1960 | Bordeaux   | Espagne    | Amical         | 1 - 0 | 90           | -    |